# Dimahoo
Dimahoo è un videogioco sparatutto a scorrimento a tema medievale sviluppato da 8ing/Raizing e pubblicato da Capcom per arcade nel 2000. Fu pubblicato in Giappone come Great Mahou Daisakusen (グレート魔法大作戦?, Gurēto Mahō Daisakusen). È l'ultimo gioco della trilogia di Mahou Daisakusen, che comprende inoltre Sorcer Striker e Kingdom Grand Prix. 

## Trama
I quattro eroi Gain, Ghitta, Miyamoto e Bornnam  devono vedersela nuovamente coi goblin, che tramite i libri magici a loro disposizione hanno creato un mondo futuristico popolandolo quindi di draghi, piccole tartarughe e altri mostri, tutti robotizzati.

## Modalità di gioco
Gli eroi volano attraverso i sei livelli del gioco raccogliendo oggetti ognuno con il suo valore in punti, che riempiono un grafico a fine livello. I nemici comuni sono tanti; ognuno dei primi cinque livelli si conclude con un boss da affrontare, mentre nell'ultimo i boss sono due, particolarmente difficili. In generale il susseguirsi rapido degli sfondi può creare uno stato di confusione mentale ai giocatori. 
Tutti i personaggi giocabili in Dimahoo hanno un attacco a mitraglia, un attacco personale speciale bomba che li rende invisibili per un secondo, e un attacco caricato anch'esso individuale, che può essere usato una volta che l'icona di un libro magico viene raccolta. Questa icona aggiunge due satelliti al veicolo dei giocatori.  Dopo aver tenuto premuto il tasto di ricarica, l'attacco viene caricato il personaggio si trasformerà da rosso a blu. Se il giocatore rilascia il bottone mentre il personaggio è rosso, allora l'attacco sarà più efficace contro i nemici blu. Allo stesso modo, quando il personaggio è blu farà più danni ai nemici rossi.
Quando i nemici vengono distrutti da un attacco caricato, lasceranno cadere vari oggetti ciascuno con un valore in punti. Anche le armi dei satelliti cambiano dal rosso al blu. Quando i proiettili colpiscono i nemici con lo stesso colore li neutralizzano. Il giocatore può anche raccogliere diamanti gialli in modo da riempire una barra del punteggio. Una volta che la barra viene riempita completamente, si ode un segnale acustico. Un forziere con una bomba extra apparirà al giocatore per essere raccolta. Una volta che viene riempita la barra del punteggio, essa si resetterà a zero.

## I boss di fine livello
- Livello 1: Busturtle
- Livello 2: Dratrion
- Livello 3: Dribbling
- Livello 4: Cypider
- Livello 5: Infernon
- Livello 6: Tumuji Maru, poi Gigafacer

## Colonna sonora
La colonna sonora del gioco,  pubblicata da Suleputer, è stata composta da Atsuhiro Motoyama, Kenichi Koyano e Manabu Namiki.